# Lézignan-Corbières
Lézignan-Corbières é uma comuna francesa na região administrativa de Occitânia, no departamento de Aude. Estende-se por uma área de 37,68 km². Em 2010 a comuna tinha 11 449 habitantes (densidade: 303,8 hab./km²).